# Сий (буква)
Сий (𐍡, коми сий, также сии или си) — восемнадцатая буква древнепермского алфавита, использовавшегося для записи языка коми и в качестве тайнописи старорусского языка.

## Использование
Буква 𐍡 обозначала звук [s], что соответствует кириллической букве С с в алфавите Молодцова и современном алфавите. В русских тайнописных текстах также соответствует кириллической с.
Также использовалась для обозначения числа 90 (иногда в сочетании с титлом, аналогично кириллической системе счисления).

## Название
В различных списках встречаются варианты названий сіи, сиі, сій, сии, сий (шуй-вариант, близкий к древнепермскому оригиналу и вычегодскому диалекту), а также си (шой-вариант, близкий к сысольскому диалекту). В. И. Лыткин полагает, что первоначальным названием буквы было сий.  Сий в переводе с языка коми означает ‘волос, волокно’.

## Начертание
Происхождение буквы, предположительно, связано с русской буквой с и, через неё, с греческой буквой σ, или же с пасами.
У данной буквы существует надстрочный вариант (◌𐍺), употреблявшийся аналогично кириллическим буквотитлам.

## Кодировка
Обычная и надстрочная формы буквы были закодированы в блоке Юникода «Древнепермское письмо» (англ. Old Permic) в версии 7.0, вышедшей 16 июня 2014 года, под кодами U+10361 и U+1037A соответственно.